# Legacy Recordings
Legacy Recordings – amerykańska wytwórnia płytowa, założona w 1990 roku przez CBS Records w celu wznawiania archiwalnych nagrań. Obecnie (2023) należy do koncernu Sony Music Entertainment.

## Historia
Legacy Recordings została założona w 1990 roku przez CBS Records (przemianowana w 1991 roku na Sony Music) z zadaniem zachowania i wznawiania nagrań z katalogów Columbia Records, Epic Records i powiązanych z nimi wytwórni CBS.  Po utworzeniu w 2005 roku Sony BMG Music Entertainment, Legacy przejęła odpowiedzialność za zachowanie i bieżące udostępnianie archiwalnych nagrań z wytwórni należących do Sony BMG, w tym: RCA, Arista, J, Jive i innych.
W 2008 roku Sony wykupiło 50% akcji BMG powracając jednocześnie do nazwy Sony Music Entertainment.
Obecnie (2023) Legacy jako dział katalogowy Sony Music Entertainment ma wiodący na świecie katalog historycznych nagrań wznawiając cyfrowo zremasterowane, archiwalne tytuły reprezentujące niemal każdy gatunek muzyczny, w tym muzykę pop, rock, jazz, blues i inne.

## Artyści
Lista według Legacy Recordings:

- A$AP Rocky
- Aaliyah
- AC/DC
- Adam Lambert
- Adele
- Aerosmith
- Al Di Meola
- Al Kooper
- Alice Cooper
- Alice in Chains
- Alicia Keys
- Andy Williams
- Annie Lennox
- Antônio Carlos Jobim
- Aretha Franklin
- Art Garfunkel
- Avril Lavigne
- Babyface
- Backstreet Boys
- Barbra Streisand
- Basia
- Benny Goodman
- Bessie Smith
- Beyoncé
- Billie Holiday
- Billy Joel
- Billy Ocean
- Bing Crosby
- Black Sabbath
- Blood, Sweat and Tears
- Bob Dylan
- Bob Marley
- Bobby Vinton
- Bonnie Tyler
- Boston
- Britney Spears
- Bruce Springsteen
- Carly Simon
- Carole King
- Carrie Underwood
- CeCe Winans
- Céline Dion
- Christina Aguilera
- Ciara
- Clannad
- Count Basie
- Cyndi Lauper
- Cypress Hill
- Dave Brubeck
- David Bowie
- David Gilmour
- Dean Martin
- Depeche Mode
- Destiny’s Child
- Diana Ross
- Dionne Warwick
- Django Reinhardt
- Dolly Parton
- Donovan
- Doris Day
- Duke Ellington
- Duran Duran
- Elvis Presley
- Ella Fitzgerald
- Foo Fighters
- Frank Sinatra
- George Michael
- Glenn Miller
- Henry Mancini
- Herbie Hancock
- Iggy Pop
- Janis Joplin
- Jennifer Lopez
- John McLaughlin
- Julio Iglesias
- Kansas
- Kate Bush
- Kelly Clarkson
- Keith Jarrett
- Kenny G
- Leonard Cohen
- Liza Minnelli
- Louis Armstrong
- Mariah Carey
- Miles Davis
- Mobb Deep
- Muddy Waters
- Nas
- Nina Simone
- Ozzy Osbourne
- Pink
- Pearl Jam
- Paul Simon
- Prince
- R. Kelly
- Ricky Martin
- Rod Stewart
- Roger Waters
- Sade
- Santana
- Shakira
- Sia
- The Jimi Hendrix Experience
- The Mahavishnu Orchestra
- T.I.
- TLC
- Tool
- Usher
- Whitney Houston
- Wu-Tang Clan
- Xzibit
- ZZ Top